# كارلوس ألبرتو (لاعب كرة قدم مواليد 1988)
كارلوس ألبرتو (بالبرتغالية: Carlos Alberto da Silva Gonçalves Júnior‏) هو لاعب كرة قدم برازيلي في مركز الوسط، ولد في 22 فبراير 1988 في ساو باولو في البرازيل. لعب مع أتلتيكو باراناينسي وجمعية بورتوغيزا الرياضية ونادي بوتافوغو اس بي ونادي تريزه ونادي ساو كايتانو ونادي سي آر بي ونادي كورينثيانز ونادي موجي ميريم.

## وصلات خارجية
- كارلوس ألبرتو (لاعب كرة قدم مواليد 1988) على موقع قاعدة بيانات كرة القدم.إي يو (الإنجليزية)
- كارلوس ألبرتو (لاعب كرة قدم مواليد 1988) على موقع Soccerway.com (الإنجليزية)